# 哈里斯 (堪薩斯州)
哈里斯（英語：Harris）是位於美國堪薩斯州安德森縣的一個人口普查指定地區。

## 人口
根據2010年美國人口普查的數據，哈里斯的面積為0.93平方千米，當中陸地面積為0.90平方千米，而水域面積為0.03平方千米。當地共有人口51人，而人口密度為每平方千米54.84人。